# Episternum
Das Episternum ist die vordere Chitinskelettplatte des Pleuralbereichs am Brustabschnitt (Thorax) der Insekten. Gemeinsam mit dem Epimeron, von dem es durch die Pleuralfalte getrennt ist, bildet es den Hauptteil des Pleurits, seitlich liegt das Flügelgelenk, das durch das Basalare am Episternum und das Subalare am Epimeron gebildet wird.
Das Episternum dient als Versteifungselement zwischen dem Tergum und dem Sternum. Der Name leitet sich ab vom griechischen Präfix „epi“ für „auf“, „dazu“ und „nach“ sowie dem griechischen „sternum“ für „Brust“.